# Варжевка
Варжевка (Варжавка, Дмитриевка) — река в овраге Калиновский, левый приток Уводи, протекает по территории Савинского района Ивановской области в России.
Вытекает из небольшого болота на высоте 110 м над уровнем моря к западу от деревни Артемиха. Генеральным направлением течения реки является юго-запад. Напротив деревни Щапино впадает в Уводь на высоте 88 м над уровнем моря.
Вдоль русла реки расположены населённые пункты: Красная Горка и Польки.